# ONE PIECE (2000年の映画)
『ONE PIECE』（ワンピース）は、2000年3月4日に公開された日本のアニメーション映画。漫画『ONE PIECE』を原作としたテレビアニメの劇場版第1作目。
キャッチコピーは「海賊王におれはなる！」「伝説の大海賊ウーナンが隠した“伝説の秘宝”ついに発見?!」。

## 概要
東映アニメフェア初の劇場版『ONE PIECE』作品。同時上映は『デジモンアドベンチャー ぼくらのウォーゲーム!』。
テレビアニメ版や次作以降の劇場版『ONE PIECE』はデジタル製作であるため、アニメ『ONE PIECE』シリーズの中で本作は唯一セル製作である（テレビアニメ放映前の『倒せ!海賊ギャンザック』もセル画にて製作されている）。
麦わらの一味がルフィ・ゾロ・ナミ・ウソップの4人しかいない頃の作品であり、ウソップとゴーイングメリー号はTVシリーズに先駆けて登場した。シロップ村編とバラティエ編の間のサイドストーリーとなっているが、EDにのみバラティエとサンジが一瞬登場する。
『ONE PIECE』の劇場版としては、本作にのみ正式なオープニングが存在する。映像はOPはTVシリーズで使用されていたものを使用し、EDは原作の扉絵をもとに製作したもの。
DVD版は2000年10月21日発売。映画10作目を記念してBlu-ray Disc版が2009年11月21日に発売された。

## 登場人物

### 麦わらの一味
モンキー・D・ルフィ
声 - 田中真弓
ロロノア・ゾロ
声 - 中井和哉
ナミ
声 - 岡村明美
ウソップ
声 - 山口勝平

### オリジナルキャラクター
ウーナン
声 - 野沢那智、草尾毅（少年期）
「黄金の大海賊」と呼ばれた伝説の大海賊。懸賞金6000万ベリー。
かつて世界の約3分の1もの黄金を手に入れ、そのあまりの量に夜の海が昼間さながらに輝いたと言われている。黄金を隠す場所として、島の一番高い場所を選ぶ癖がある。一生でわずかな黄金しか手に入れられなかった金鉱掘りの父親を恥じ、島を飛び出し海賊になった。その後見渡す限りの黄金を手に入れたが、自分が本当に手に入れたかったのは黄金ではなく、黄金を追い求める冒険そのものであったと気づき、黄金を全て元の持ち主に返却。その後、黄金の島とされていた孤島に来訪者へのメッセージと、岩蔵と共に作った海賊旗を残し息絶えた。この失踪が数年前を境に消息が途絶え、ある島に黄金の全てを隠したと言う噂として広まっており、エルドラゴらを呼び寄せることになる。真相が明らかになった後、遺体は岩蔵が建てた墓に埋葬された。
トビオ
声 - 今井由香
ウーナンに強く憧れる少年。彼が死んだという噂を疑い、今も生きていると信じていた。
岩蔵のおでん屋を継ぐのが嫌で、冒険を夢見て海に飛び出すもエルドラゴに捕まり雑用として扱われていたが、一味と麦わら海賊団とのとの戦闘で海に投げ出され、結果的に解放された。ウーナンの真実を知った後、岩蔵への見方を見直し改めて自分の夢を探す決意を固めた。
岩蔵（がんぞう）
声 - 青野武、松野太紀（少年期）
トビオの祖父で、海の上でおでん屋を営む。いつも厳めしい表情をしており、接客態度はよくないが、海賊だろうと客にはおでんを食べさせる。おでんの味は超一品で、ルフィ曰く「おっさんのおでんは世界一」。しかも非常に良心的な価格だが、払おうとしない相手には全く容赦しない。
実はウーナンとは同郷で、おでんの作り方もウーナンの父親から学んだもの。ウーナンから共に海賊になるよう誘われるも世界一のおでん屋になる夢を叶えるため、誘いを断り喧嘩になる。その最中、崖から転落するもたまたま近くを通っていた船に助けられ、一命を取り留めるものの入院中にウーナンは島を飛び出し、それ以来一度も会うことはなかった。ウーナンの島の噂を耳にし、今一度彼と会うために入魂のおでんを持って島に向かう。故人であったウーナンとの再会は叶わなかったが、彼の思いのたけが綴られたメッセージを目にする。エルドラゴを撃退したルフィ達への感謝から、おでんの代金をあえて受け取らす、つけにすることでいつかどこかで再会することを約束し、ルフィ達を見送った。
エルドラゴ
声 - 内海賢二
黄金を溺愛する海賊。超人系悪魔の実「ゴエゴエの実」の能力者で、桁外れの大声をレーザーのように口から放射できる。懸賞金1000万ベリー。。
ライオンのような風貌をした男。金の爪が武器で黄金の鎧を纏っている。ウーナンが残した黄金を狙い、宝の地図をたよりに「黄金の島」に上陸する。ルフィと対決するが黄金の鎧を砕かれた上、ゴムゴムの風船で大声を跳ね返され、動けなくなった所をゴムゴムのバズーカで島のかなたへ吹き飛ばされた。その後の消息は不明。船に残っていた宝物は、ナミが全て盗んでいった。
ゴラス
声 - 不明
エルドラゴに雇われた用心棒の剣士。懸賞金400万ベリー。
インディアンのような服装をしている。仕事の度にエルドラゴから金貨を受け取っているが、本心では金貨欲しさに剣を振るう自分を恥じている。ゾロと対決し互角に渡り合うも、その心の隙をゾロに見抜かれ倒された。
ダニー、ドニー、デニー（ハイエナ三人衆）
声 - 笠井信輔、境鶴丸、伊藤利尋（共にフジテレビアナウンサー）
エルドラゴの部下。ゴーイングメリー号のお宝を奪おうとしたが、ルフィに倒された。次回作『ねじまき島の冒険』では、「トランプ海賊団」の一員として登場する。
ナレーション
声 - 大場真人

## スタッフ
- 製作 - 高岩淡、泊懋、玉村輝雄、三ツ井康、柴崎誠
- 企画 - 清水慎治
- 原作 - 尾田栄一郎
- 脚本 - 島田満
- 音楽 - 田中公平
- 編集 - 福光伸一、片桐公一
- 録音 - 二宮健治
- 撮影監督 - 武井利晴
- 色彩設計 - 塚田劭
- 美術監督 - 行信三
- キャラクターデザイン - 久田和也、小泉昇
- 作画監督 - 久田和也
- 製作担当 - 鳥本武
- 監督 - 志水淳児

## 主題歌
オープニングテーマ
「ウィーアー!」
作詞 - 藤林聖子 / 作曲 - 田中公平 / 編曲 - 根岸貴幸 / 歌 - きただにひろし
エンディングテーマ
「memories」
作詞 - 大槻真希 / 作曲・編曲 - 森 純太 / 歌 - 大槻真希

## 受賞歴
- 第18回ゴールデングロス賞優秀銀賞[4]